# USS Jack H. Lucas (DDG-125)
La USS Jack H. Lucas (DDG-125) será el 75.º destructor de la clase Arleigh Burke; está en proceso de construcción para la Armada de los Estados Unidos. Es el primero de su clase construido con la mejora del Tramo III.

## Nombre
Su nombre USS Frank H. Lucas honra al militar más joven condecorado con la Medalla de Honor durante la Segunda Guerra Mundial.

## Construcción
Fue construido por Bath Iron Works (General Dynamics) de Bath, Maine. Fue ordenado el 3 de junio de 2013. La construcción inició con la puesta de quilla el 7 de octubre de 2019 y fue botado el casco el 4 de junio de 2021.
El USS Jack H. Lucas es el primer destructor de su clase en equipar el radar AN/SPY-6(V)1.

## Historial operativo
El Jack H. Lucas partió de Ingalls el 12 de diciembre de 2022 durante tres días de pruebas en el mar antes de regresar a puerto el 15 de diciembre de 2022.
El 27 de junio de 2023, la Marina de los EE. UU. recibió formalmente al Jack H. Lucas de Ingalls. Se espera que permanezca en Pascagoula durante otros 120 días después del parto para permitir que la tripulación se traslade al barco.